# Addukt
Addukt – indywiduum cząsteczkowe powstałe przez połączenie najczęściej dwóch oddzielnych indywiduów w taki sposób, że nie dochodzi do utraty atomów w obrębie cząsteczek tworzących addukt. Addukty mogą tworzyć się z dwóch lub więcej indywiduów molekularnych, jak również pomiędzy dwiema grupami atomów w obrębie tej samej cząsteczki chemicznej (addukty wewnątrzcząsteczkowe). Przykładami adduktów są połączenia utworzone pomiędzy kwasami i zasadami Lewisa (addukty Lewisa), kompleksy sigma i kompleksy pi, czy też kompleksy Meisenheimera.